# Mössingen
Mössingen är en stad i Landkreis Tübingen i delstaten Baden-Württemberg i Tyskland. Kommunen består av ortsdelarna (tyska Ortsteile) Mössingen, Öschingen och Talheim. Folkmängden uppgår till cirka 21 000 invånare, på en yta av 50,03 kvadratkilometer.
Staden ingår i kommunalförbundet Mössingen tillsammans med  kommunerna Bodelshausen och Ofterdingen.

## Befolkningsutveckling
| Befolkningsutvecklingen i Mössingen 1975–2015 | Befolkningsutvecklingen i Mössingen 1975–2015 | Befolkningsutvecklingen i Mössingen 1975–2015 | Befolkningsutvecklingen i Mössingen 1975–2015 | Befolkningsutvecklingen i Mössingen 1975–2015 |
| --------------------------------------------- | --------------------------------------------- | --------------------------------------------- | --------------------------------------------- | --------------------------------------------- |
|                                               |                                               |                                               |                                               |                                               |
| År                                            |                                               |                                               | Folkmängd                                     | Areal (ha)                                    |
| 1975                                          | 1975                                          |                                               | 13 339                                        | 5 006                                         |
| 1980                                          | 1980                                          |                                               | 14 504                                        |                                               |
| 1985                                          | 1985                                          |                                               | 15 509                                        |                                               |
| 1990                                          | 1990                                          |                                               | 17 082                                        |                                               |
| 1995                                          | 1995                                          |                                               | 18 620                                        | 5 005                                         |
| 2000                                          | 2000                                          |                                               | 19 184                                        |                                               |
| 2005                                          | 2005                                          |                                               | 19 941                                        |                                               |
| 2010                                          | 2010                                          |                                               | 20 039                                        |                                               |
| 2015                                          | 2015                                          |                                               | 19 874                                        |                                               |
|                                               |                                               |                                               |                                               |                                               |